# Quarto Concílio de Dúbio
O Quarto Concílio de Dúbio foi um concílio eclesiástico realizado em Dúbio, a antiga capital da Armênia, em 648. O concílio foi presidido pelo católico Narses III, o Construtor (641-661) e contou com a presença de 17 bispos participantes.

## Visão geral
O concílio foi convocado pela coroa armênia e pelos principais bispos para tratar do cisma em curso entre a Igreja Apostólica Armênia e as Igrejas ortodoxas e católicas ocidentais. Particularmente preocupante foi o recente cisma com a Igreja da Geórgia, que originalmente ficou do lado da Armênia ao rejeitar os cânones de Calcedônia, mas recentemente mudou de lado, apoiando Roma e Constantinopla. Um caso forte de unificação com a Geórgia foi apresentado no concílio, mas acabou sendo rejeitado.
O concílio também adotou 12 cânones e fortaleceu a disciplina eclesiástica.
O canto dos hinos da Igreja Armênia também foi discutido. Eles foram modificados pelo vardapetes Basílio João e aprovados pelo católico Narses III. O sistema agora é conhecido como Jonundir, que significa "arranjado por Basílio João".

## Outros concílios de Dúbio
Algumas partes da Igreja armênia reconhecem mais dois concílios. Em particular, eles consideram o Quarto Concílio como tendo ocorrido em 645, sendo a reunião de 648 o Quinto Concílio (ambos presididos por Narses III).[carece de fontes?]
Diz-se que um sexto concílio foi realizado em 719, durante o pontificado de João III. Os paulicianos e os docetismos foram discutidos e 32 cânones foram estabelecidos, incluindo alguns sobre a bênção do casamento e objetos sagrados.